# 神代繁近
神代 繁近（かみしろ しげちか、1957年 - ）は、日本の政治家。
現在、箕面市議会議員、第71代箕面市議会議長、第58代箕面市議会副議長。
大阪維新の会メンバー。

## 学歴・職歴
大阪府箕面市生まれ。箕面桜ヶ丘幼稚園卒園。大阪教育大学附属池田小学校卒業。大阪教育大学付属池田中学校卒業。追手門学院高等学校卒業[典拠5]。追手門学院大学経済学部卒業[典拠2，5]。
日本園芸商協会・元会長。　近畿花き振興協議会・元会長
大阪園芸商組合・元理事長。　（社）箕面青年会議所・元理事長
箕面商工会議所・元商議員。　箕面商工会議所青年部・元会長。　箕面市PTA連絡協議会・元会長。
聖母被昇天学院幼稚園父母の会・元会長。　　箕面市立西小学校PTA・元会長。　箕面市立第一中学校PTA・元会長。　大阪府立箕面高校PTA・元会長。
箕面市青少年を守る会連絡協議会・元副会長。　西小校区青少年を守る会・元会長。　　元箕面市青少年指導員。
箕面山野草の会・顧問。　西小コミセン運営委員会・顧問。

## 典拠と外部リンク
- [1]箕面市ホームページ　　https://www.city.minoh.lg.jp/giji/giinjyouhou/ginmeibopdf.html
- [2]大阪維新の会ホームページ
- [3]個人頁
- [4]個人頁　　　https://web.archive.org/web/20120516214340/https://love.ap.teacup.com/kamishiro2/
- [5]個人頁　　https://es-la.facebook.com/shigechika.kamishiro